# Liste der Bodendenkmäler in Bergen (Mittelfranken)
Auf dieser Seite sind die Bodendenkmäler in der mittelfränkischen Gemeinde Bergen zusammengestellt. Diese Tabelle ist eine Teilliste der Liste der Bodendenkmäler in Bayern. Grundlage ist die Bayerische Denkmalliste, die auf Basis des Bayerischen Denkmalschutzgesetzes vom 1. Oktober 1973 erstmals erstellt wurde und seither durch das Bayerische Landesamt für Denkmalpflege geführt wird. Die folgenden Angaben ersetzen nicht die rechtsverbindliche Auskunft der Denkmalschutzbehörde.

## Bodendenkmäler der Gemeinde

### Bodendenkmäler in der Gemarkung Bergen
| Lage                                    | Objekt | Akten-Nr.     | Bild           |
| --------------------------------------- | --- | ------------- | -------------- |
| Bergen (Standort)                       | Mittelalterlicher Burgstall.                                                                               | D-5-6932-0066 |                |
| Bergen (Standort)                       | Grabenwerk vor- und frühgeschichtlicher Zeitstellung.                                                      | D-5-6932-0067 |                |
| Bergen (Standort)                       | Verschleifte Grabhügel der Bronzezeit und Hallstattzeit.                                                   | D-5-6932-0068 |                |
| Bergen (Standort)                       | Verebnete vorgeschichtliche Grabhügel.                                                                     | D-5-6932-0069 |                |
| Bergen (Standort)                       | Siedlung vorgeschichtlicher Zeitstellung.                                                                  | D-5-6932-0070 |                |
| Bergen (Standort)                       | Siedlung vorgeschichtlicher Zeitstellung.                                                                  | D-5-6932-0071 |                |
| Bergen (Standort)                       | Siedlung vor- und frühgeschichtlicher Zeitstellung.                                                        | D-5-6932-0072 |                |
| Bergen (Standort)                       | Siedlung vor- und frühgeschichtlicher Zeitstellung.                                                        | D-5-6932-0073 |                |
| Bergen (Standort)                       | Vorgeschichtliche Siedlung.                                                                                | D-5-6932-0076 |                |
| Bergen Dannhausener Straße 8 (Standort) | Pfarrkirche St. Georg Mittelalterliche Vorgängerbauten der Evangelisch-Lutherischen Pfarrkirche St. Georg. | D-5-6932-0342 | weitere Bilder |
| Bergen (Standort)                       | Neuzeitlicher Bergbau.                                                                                     | D-5-6932-0344 |                |
| Bergen (Standort)                       | Abschnittsbefestigung vor- und frühgeschichtlicher oder mittelalterlicher Zeitstellung.                    | D-5-6932-0370 |                |

### Bodendenkmäler in der Gemarkung Geyern
| Lage                                                       | Objekt                                                                                 | Akten-Nr.     | Bild           |
| ---------------------------------------------------------- | -------------------------------------------------------------------------------------- | ------------- | -------------- |
| Geyern (Standort)                                          | Mittelalterlicher Burgstall.                                                           | D-5-6932-0082 |                |
| Geyern (Standort)                                          | Burgstall Neuhaus Mittelalterlicher Burgstall Neuhaus.                                 | D-5-6932-0083 | weitere Bilder |
| Geyern (Standort)                                          | Siedlung vorgeschichtlicher Zeitstellung.                                              | D-5-6932-0085 |                |
| Geyern (Standort)                                          | Mesolithische Freilandstation und neolithische Siedlung.                               | D-5-6932-0086 |                |
| Geyern (Standort)                                          | Mittelalterlicher Burgstall, frühneuzeitliches Schloss Geyern.                         | D-5-6932-0346 |                |
| Geyern Am Schloss 3; Am Schloss 5; Am Schloss 7 (Standort) | Mittelalterliche Vorgängerbauten der Evangelisch-Lutherischen Kirche St. Bartholomäus. | D-5-6932-0347 |                |

### Bodendenkmäler in der Gemarkung Hundsdorf
| Lage                 | Objekt                 | Akten-Nr.     | Bild |
| -------------------- | ---------------------- | ------------- | ---- |
| Hundsdorf (Standort) | Neolithische Siedlung. | D-5-6932-0132 |      |

### Bodendenkmäler in der Gemarkung Kaltenbuch
| Lage                  | Objekt                                                                                      | Akten-Nr.     | Bild |
| --------------------- | ------------------------------------------------------------------------------------------- | ------------- | ---- |
| Kaltenbuch (Standort) | Untertägige Bestandteile der evang.-luth. Kirche St. Nikolaus des 18. Jh. und Vorgängerbau. | D-5-6932-0089 |      |

### Bodendenkmäler in der Gemarkung Thalmannsfeld
| Lage                                   | Objekt | Akten-Nr.     | Bild           |
| -------------------------------------- | --- | ------------- | -------------- |
| Thalmannsfeld (Standort)               | Schloss Syburg Untertägige Bestandteile des Wasserschlosses Syburg des 18. Jh. und mittelalterliche Vorgängeranlage. | D-5-6932-0091 | weitere Bilder |
| Thalmannsfeld (Standort)               | Siedlung der Jungsteinzeit.                                                                                          | D-5-6932-0093 |                |
| Thalmannsfeld (Standort)               | Vorgeschichtliche Siedlungsfunde.                                                                                    | D-5-6932-0095 |                |
| Thalmannsfeld (Standort)               | Neolithische Siedlung.                                                                                               | D-5-6932-0097 |                |
| Thalmannsfeld (Standort)               | Siedlung des Neolithikums und der Hallstattzeit.                                                                     | D-5-6932-0098 |                |
| Thalmannsfeld Kirchenweg 11 (Standort) | Untertägige Bestandteile der mittelalterlichen evang.-luth. Pfarrkirche St. Ulrich.                                  | D-5-6932-0250 | weitere Bilder |
| Thalmannsfeld (Standort)               | Siedlung des Alt- und Mittelneolithikums sowie vermutlich der Urnenfelderzeit.                                       | D-5-6933-0284 |                |